# Прая-ду-Абрико
Пра́я-ду-Абрико́ (порт. Praia do Abricó) — пляж, расположенный в районе Грумари в субпрефектуре Бара-и-Жакарепагуа в западной части города Рио-де-Жанейро (Бразилия).
Пляж находится на территории Городского парка района Грумари. Он официально связан с Бразильской федерацией натуризма (FBrN) и является единственным пляжем в городе, на территории которого разрешена практика натуризма. 

## История

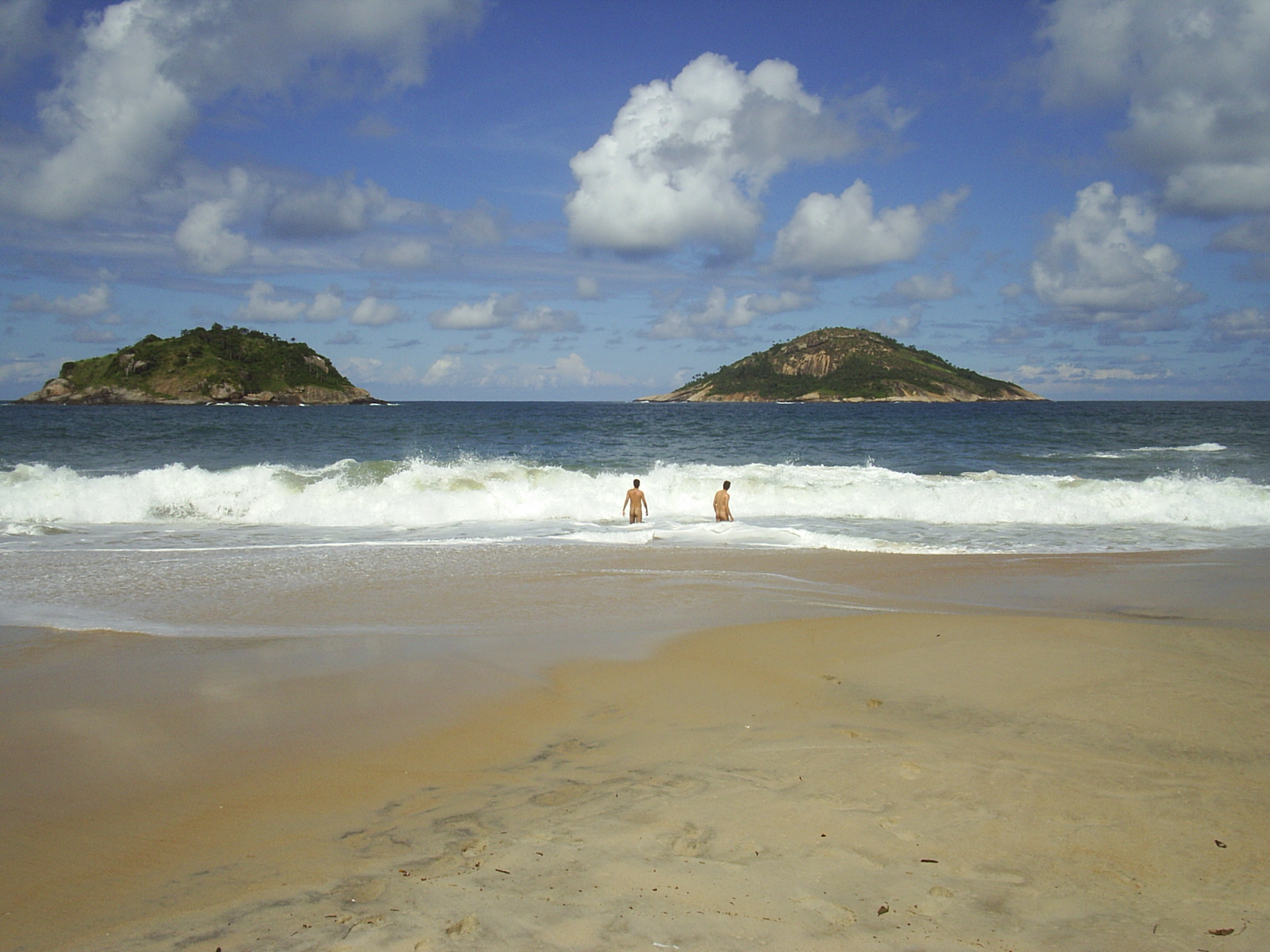

Пляж использовался как натуристский местными жителями с 1940-х годов. В 1950-е годы его посещала Луз дель Фуэго, бразильская танцовщица, феминистка и натуристка.
В 1972 году была открыта дорога Авенида Эстадо-да-Гуанабара, облегчившая доступ к пляжу. В 1992 году муниципальный секретарь охраны окружающей среды Альфредо Сиркис из Зелёной партии Бразилии предложил мэру Сезару Майе утвердить законопроект, разрешающий практику натуризма в Прая-ду-Абрико. Закон был принят в 1994 году. Поданные судебные иски не смогли приостановить здесь практику натуризма.